# Selliguea metacoela
Selliguea metacoela är en stensöteväxtart som först beskrevs av Cornelis Rugier Willem Karel van Alderwerelt van Rosenburgh, och fick sitt nu gällande namn av Barbara S. Parris. Selliguea metacoela ingår i släktet Selliguea och familjen Polypodiaceae. Inga underarter finns listade.